# Guru în domeniul afacerilor

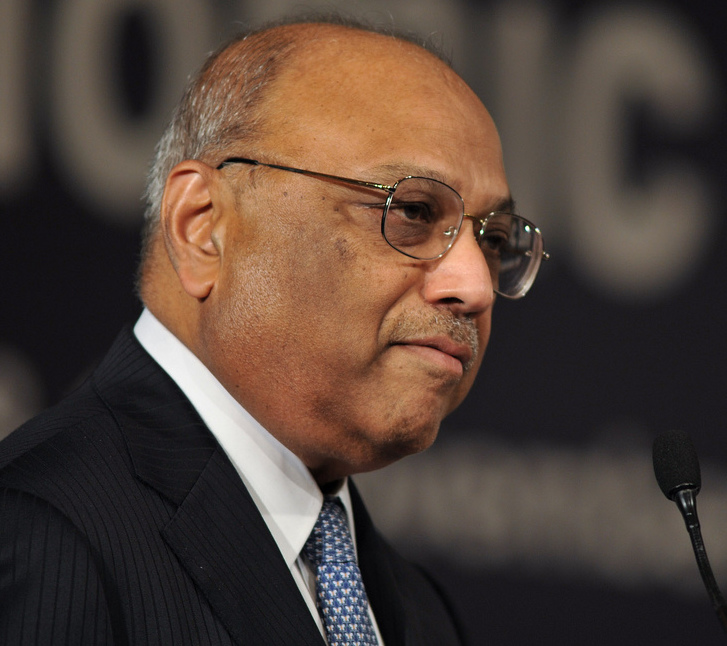
C. K. Prahalad este cel care a conceput ideea competențelor de bază, fiind clasat pe primul loc în lista celor mai influienți guru moderni din domeniul afacerilor întocmită de către Stuart Crainer și Des Dearlove.

Un guru în domeniul afacerilor sau al managementului este o autoritate marcantă din domeniul practicii comerciale și poate fi definit ca o persoană care dezvoltă idei sau teorii influente despre afaceri. Prima utilizare a termenului de „guru în domeniul afacerilor" poate fi găsit încă din anul 1960, acesta fiind folosit în revista Business Week. Nu există calități prestabilite pentru a deveni guru. Lista persoanelor  care au fost denumite guru în afaceri s-a schimbat în mod constant de-a lungul timpului. Cu toate acestea, există unele persoane care au fost acceptate de marea majoritate ca fiind un fel de guru în afaceri și, de asemenea, există unele organizații care și-au creat propriile lor liste cu personalități. Un scriitor englez a descris personalitățile din domeniul  managementului ca fiind „un fenomen predominant american."

## Exemple și liste
Nu există o listă definitivă de personalități publice din domeniul afacerilor, dar unii scriitori au propus „liste personale". Aceste liste sunt create în mare parte de organizații, cum ar fi reviste de afaceri, sau de scriitori din domeniul managementului. Multe liste cu  personalități din domeniul afacerilor au fost create de-a lungul istoriei. 
O listă cu oamenii incluși în aproape toate listele create, cunoscută colectiv sub numele de "Famous Five", este compusă din: Frederick Winslow Taylor, Michael Porter, Alfred Sloan, Peter Drucker, și Douglas McGregor.
În 2001, Harvard Business Review le-a cerut personalităților din domeniul afacerilor numele modelelor lor preferate din afaceri. Oamenii desemnați au fost Peter Drucker, James March și Herbert Simon.
O altă listă îi include pe Peter Drucker, Michael Porter, și Tom Peters ca fiind cele trei personalități principale din domeniul afacerilor din prezent.
Există, de asemenea, mulți guru care au apărut și au dispărut de-a lungul istoriei. De exemplu, japonezii erau cunoscuți pentru îmbunătățirile făcute în domeniul  afacerilor globale, și pentru faptul că au scos în evidență în anii 1980 o serie de guru precum Keniche Ohmae și Akio Morita. Apoi au aparut guru europeni, precum  Yves Doz, Geert Hofstede, Manfred Kets De Vries și Charles Handy.

## Peter Ferdinand Drucker
Peter Drucker a fost, fără îndoială, un guru care s-a bucurat de un mare succes și de recunoaștere în domeniul afacerilor. A fost scriitor, consultant în management și  profesor. De-a lungul vieții, a scris 41 de cărți care au fost traduse în 37 de limbi și, de asemenea, a scris articole pentru Wall Street Journal  timp de 20 de ani. Este bine cunoscut pentru numeroasele contribuții pe care le-a adus în lumea afacerilor.
Și-a început cariera în acest domeniu atunci când a petrecut doi ani studiind structura administrativă a firmei General Motors, ceea ce a condus la scrierea cărții „Conceptul de corporație". A predat managementul la Universitatea din New York, iar meritele i-au fost recunoscute și printr-un premiu acordat de președinția Statelor Unite.
Prima sa lucrare importantă a fost cartea „The End of Economic Man", iar după ce a citit-o, Winston Churchill l-a descris pe Peter Drucker ca fiind „unul dintre acei scriitori căruia aproape orice îi poate fi iertat, pentru că nu numai că are o minte proprie, dar are și darul de a pune alte minți la contribuție de-a lungul unei linii stimulante de gândire."
În 1971, a luat parte la dezvoltarea unuia dintre primele cursuri de masterat la Claremont Graduate School. Mai târziu, această școală de management a fost numită „Peter F. Drucker Graduate School of Management". Ulterior, numele omului de afaceri japonez Masatoshi Ito a fost adăugat școlii. Numele final al școlii a devenit „Peter F. Drucker și Masatoshi Ito Graduate School of Management". Diferența dintre alte programe de management din domeniul afacerilor și școala de manangement Drucker constă în faptul că Școala Drucker  predă cursul de management ca pe o artă liberală. Acest fapt înseamnă că principii din  artă, știință, psihologie, politică și religie sunt adăugate la modul. Cursul de masterat este conceput pentru profesioniștii care au început devreme în carieră, principalele domenii de studiu fiind  Strategie, Finanțe, Marketing, Leadership și Management la nivel mondial.
La apougeu, Peter Drucker a avut o cariera de succes lucrând ca și consultant atât cu cele mai mari companii ale lumii cat si cu Guvernele Americii, Japoniei si Canadei.. De asemenea, el și-a petrecut o mare parte din timpul de lucru cu organizații non-profit, cum ar fi Armata Salvării, C. A. R. E., Crucea Roșie Americană etc. Pentru realizările sale, a fost distins cu Medalia Prezidențială a Libertății în 2001 de către Președintele George W. Bush, fiindu-i conferite și o serie de doctorate onorifice de la universități din întreaga lume. BusinessWeek l-a numit pe Peter F. Drucker „omul care a inventat managementul."

## Femei guru și Renee Mauborgne
Numărul femeilor guru în afaceri a crescut vertiginos. În 2013, femeile au ocupat 13 din cele 50 de poziții în lista întocmită de Thinkers50, pe când, în 2001 au ocupat doar două locuri. Renee Mauborgne a ocupat locul al doilea  în lista Thinkers50, acest fapt  făcând-o una din cele mai cea mai bine clasate femei din listă. Mauborgne este un coleg și profesor de strategie la Școala de Afaceri INSEAD, membră al Forumului Economic Mondial și  membră a comisiei de consilieri a președintelui Barack Obama privind  HBCU.
Mauborgne este co-autorul cărții Blue Ocean Strategy, împreună cu partenerul ei de cercetare W. Chan Kim. Aceasta a fost una din cele mai bine vândute cărți din istoria Harvard Business School Press. S-au vândut peste 3.5 milioane de exemplare, cartea devenind best-seller pe 5 continente și fiind tradusă în 43 de limbi. Strategia Blue Ocean a câștigat numeroase premii, inclusiv pentru cea mai bună carte de afaceri a anului 2005 la Frankfurt Book Fair, în 2011 premiul de strategie pentru cea mai bună carte de afaceri din ultimii 10 ani conferit de Thinkers50 și a ajuns pe multe alte liste de bestseller-uri. The observer i-a desemnat pe  Mauborgne si pe partenerul ei de cercetare „următorii mari guru cunoscuți în lumea afacerilor".

## Clayton M. Christensen
Clayton Christensen este un guru recent relizat demn de  urmărit în lumea afacerilor. El este universal cunoscut ca  expert în domeniul de inovare și dezvoltare iar ideile sale au fost folosite de multe organizații. Thinkers50 a declarat că prima sa carte Dilema Inovatorilor a transformat modul în care liderii privesc inovarea, și a dus la clasarea sa pe prima poziție ca guru din domeniul managementului din anii 2011 și 2013. Această carte a primit de asemenea Global Business Book Award pentru cea mai bună carte de afaceri a anului, în 1997. Revista The Economist a plasat-o ca fiind una dintre cele mai importante 6 cărți de afaceri  scrise vreodată. Thinkers50 a spus de asemenea faptul că Christensen calcă pe urmele  personalităților din domeniul afacerilor Peter Drucker și CK Prahalad.
Christensen este în prezent Kim B. Clark, profesor de administrarea afacerilor la Harvard Business School, unde predă un curs de formare și menținere cu succes a unei întreprinderi . El a scris nouă cărți toate best-seller-uri, și  peste o sută de articole. A câștigat premiul McKinsey cinci ori pentru articolele sale în Harvard Business Review. În 2015, Christensen a primit Edison Achievement Award pentru contribuția la inovare lume.

## Criticile statutului de guru
Un expert in management, Gary Hamel, susține că au existat  „câteva descoperiri veritabile" de la activitatea lui Taylor și Max Weber. În cartea sa, Hamel spune că managementul este „blocat într-o buclă a timpului."  În mod similar, chiar și unul dintre autorii unei cărți despre personalitățile din domeniul afacerilor avertizează că teoria managementului  „nu este bine primită de capricioși", numindu-l pe Enron un „capricios în management pentru așa-zisa sa cultura de inovare."